# UFC Fight Night: Brunson vs. Till
UFC Fight Night: Brunson vs. Till (conosciuto anche come UFC Fight Night 191, oppure UFC on ESPN+ 49, o anche UFC Vegas 36) è stato un evento di arti marziali miste tenuto dalla Ultimate Fighting Championship il 4 settembre 2021 all'UFC APEX di Las Vegas, negli Stati Uniti.

## Risultati
|                  | Divisione             |                      |                 |                    | Metodo                                  | Round           | Tempo           | Premio          |
| Card Principale  | Card Principale       | Card Principale      | Card Principale | Card Principale    | Card Principale                         | Card Principale | Card Principale | Card Principale |
| ---------------- | --------------------- | -------------------- | --------------- | ------------------ | --------------------------------------- | --------------- | --------------- | --------------- |
|                  | Pesi medi             | Derek Brunson        | batte           | Darren Till        | Sottomissione (rear-naked choke)        | 3               | 2:13            |                 |
|                  | Pesi massimi          | Tom Aspinall         | batte           | Sergey Spivak      | KO tecnico (gomitata e pugni)           | 1               | 2:30            | POTN            |
|                  | Pesi welter           | Alex Morono          | batte           | David Zawada       | Decisione unanime (30–27, 30–27, 30–27) | 3               | 5:00            |                 |
|                  | Pesi mediomassimi     | Khalil Rountree Jr.  | batte           | Modestas Bukauskas | KO tecnico (calcio alle gambe)          | 2               | 2:30            |                 |
|                  | Pesi leggeri          | Paddy Pimblett       | batte           | Luigi Vendramini   | KO (pugni)                              | 1               | 4:25            | POTN            |
| Card Preliminare |                       |                      |                 |                    |                                         |                 |                 |                 |
|                  | Pesi mosca femminili  | Molly McCann         | batte           | Ji Yeon Kim        | Decisione unanime (29–28, 29–28, 29–28) | 3               | 5:00            | FOTN            |
|                  | Pesi gallo            | Jack Shore           | batte           | Liudvik Sholinian  | Decisione unanime (30–27, 30–27, 30–27) | 3               | 5:00            |                 |
|                  | Catchweight (150 lbs) | Julian Erosa         | batte           | Charles Jourdain   | Sottomissione (D’Arce choke)            | 3               | 2:56            |                 |
|                  | Pesi medi             | Marc-André Barriault | batte           | Dalcha Lungiambula | Decisione unanime (29–28, 29–28, 30–27) | 3               | 5:00            |                 |

## Premi
I lottatori premiati ricevettero un bonus di 50.000 dollari.
Legenda:
- FOTN: Fight of the Night (vengono premiati entrambi gli atleti per il miglior incontro dell'evento)
- POTN: Performance of the Night (viene premiato il vincitore per la migliore performance dell'evento)